# Eduardo Coelho
José Eduardo Coelho (Coimbra, 23 de abril de 1835 – Lisboa, 14 de maio de 1889) foi um tipógrafo, escritor e jornalista português, fundador do periódico "Diário de Notícias".

## Biografia
Órfão de pai aos treze anos, foi mandado pela mãe para Lisboa onde trabalhou no comércio. Depois de aprender o ofício de tipógrafo ingressou na Imprensa Nacional em 1857.
Em dezembro de 1864, com Tomás Quintino Antunes, fundou o "Diário de Notícias", do qual foi diretor até à sua morte.
Foi um dos fundadores da Sociedade de Geografia de Lisboa e pertenceu a numerosas colectividades, tanto nacionais como internacionais, tendo sido por diversas vezes agraciado com medalhas de mérito.
Era irmão do filólogo, escritor e pedagogo Adolfo Coelho e amigo íntimo de Eça de Queirós, que foi um importante colaborador nos primeiros anos do diário.
Sobre ele, escreveu Alfredo da Cunha, Eduardo Coelho. A Sua Vida e a Sua Obra.
Foi iniciado na Maçonaria em data e lojas desconhecidas, pertencendo ao Grémio Popular, do qual foi sócio honorário.

## Obras
- O Livrinho dos Caixeiros (1852)
- Amor e amizade : comédia em um acto (1860)[2]
- Primeiros Versos (1861)
- Opressão e Liberdade (1871)
- Passeios na provincia (1873)[3]
- Portugal Cativo (1884)

## Homenagens
Em sua homenagem foi erguido um monumento, inaugurado em Lisboa em 1904, de autoria do escultor Costa Motta (tio) e do arquiteto Álvaro Augusto Machado.

## Galeria

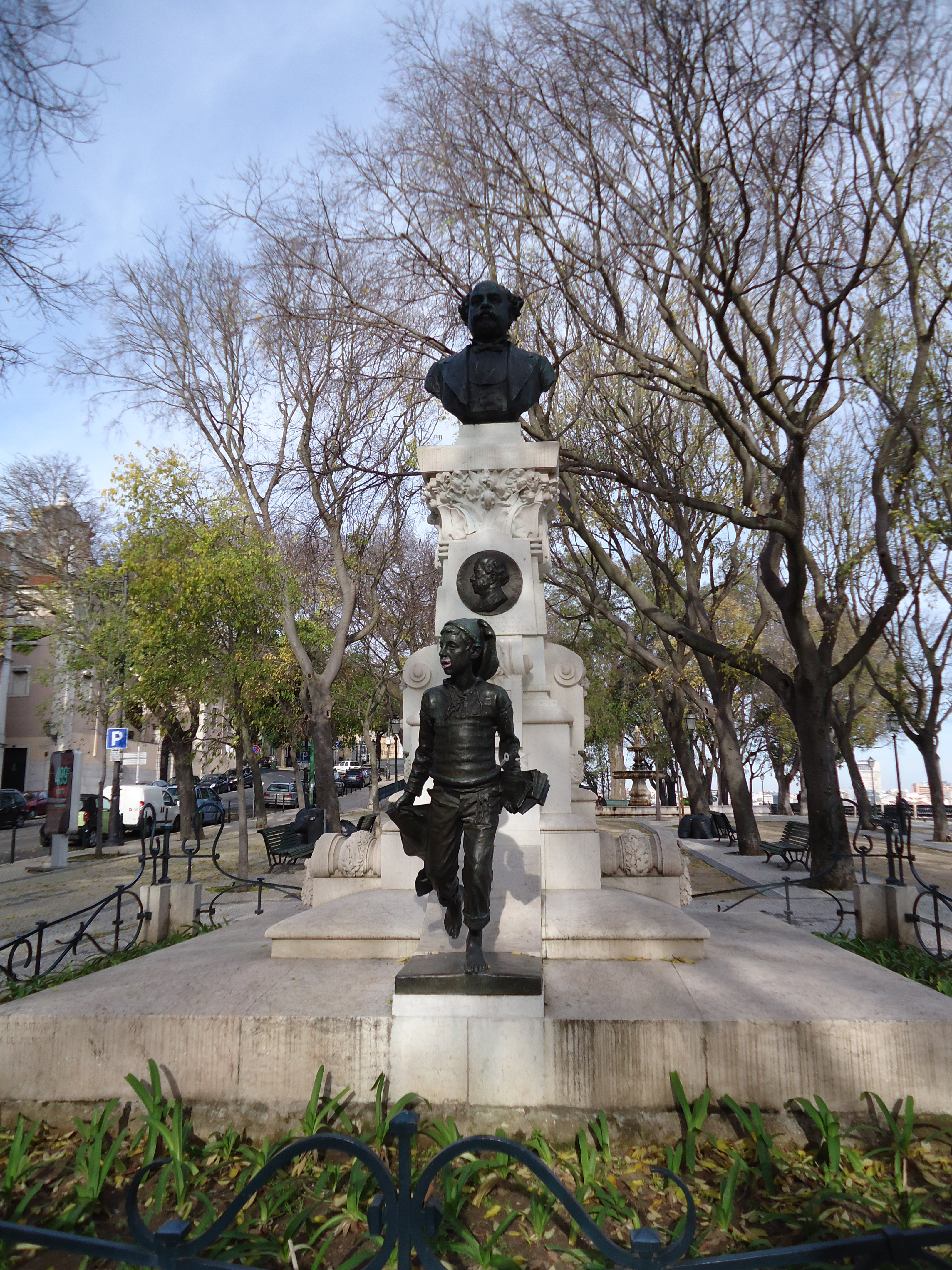
Monumento a Eduardo Coelho, Lisboa.
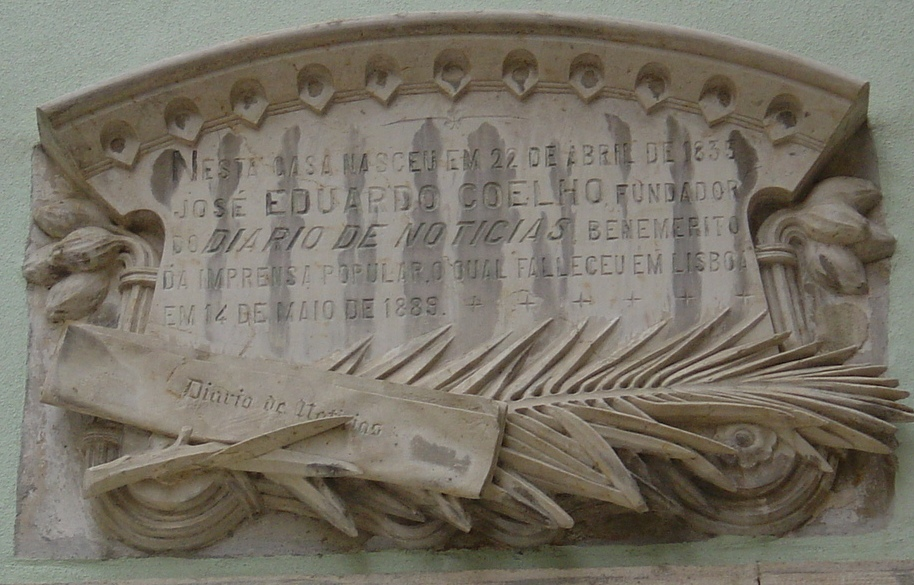
Placa comemorativa em Coimbra, na casa onde nasceu.